# Moitessieria juvenisanguis
Moitessieria juvenisanguis é uma espécie de gastrópode  da família Hydrobiidae.
É endémica de França.